# Ismay (Montana)
Pour les articles homonymes, voir Ismay.
Ismay est une municipalité américaine située dans le comté de Custer au Montana.

## Géographie
La municipalité d'Ismay s'étend sur 0,42 milles carrés (1,09 km2).

## Histoire
De 1868 à 1881, l'armée américaine utilise ce site comme un camp (Custer Camp) sur la route militaire entre Fort Keogh et Bismarck (Dakota du Nord).
La localité est fondée en 1907 par le Milwaukee Railroad. Son nom provient de la contraction des prénoms des filles d'un dirigeant du chemin de fer (Isabelle ou Isabel et Mary ou May). Un premier bureau de poste y ouvre sous le nom de Burt mais il prend rapidement le nom d'Ismay. Le bourg poursuit son développement grâce à l'arrivée de la Yellowstone Trail (en) et à l'agriculture. Ismay devient une municipalité en 1916.
Après des sécheresses, la Grande Dépression et l'abandon du Yellowstone Trail au profit de l'U.S. Route 12, qui ne traverse pas le bourg, Ismay voit sa population fortement décliner. Son école ferme en 1960. Elle est brièvement renommée Joe, Montana en 1993, sur proposition d'un présentateur radio, en l'honneur de Joe Montana.

## Patrimoine
La prison d'Ismay, construite en briques rouges sur une dalle de béton en septembre 1909, est un inscrite au Registre national des lieux historiques. Bien conservée, elle montre la volonté des plus petites villes du Montana d'établir des institutions propres au début du XXe siècle.

## Démographie
Selon le recensement de 2010, sa population est de 19 habitants. C'est ainsi la municipalité la moins peuplée de l'État.